# Annie Croona
Annie Maria Therese Croona, född 26 juli 1993 i Vartofta, Falköpings kommun, är en svensk politisk skribent.

## Biografi
Croona studerade 2013–2016 på kandidatprogrammet i medie- och kommunikationsvetenskap vid Högskolan i Jönköping. Inför examensarbetet bytte hon lärosäte till Göteborgs universitet 2016–2017, där hon tog filosofie kandidatexamen.
2017–2019 var hon marknadskoordinator på Essiq AB. 2019–2020 var hon kommunikationsstrateg på kommunikationsbyrån Edenvik. 2020–2023 var kommunikatör på AFRY.
Därefter har Croona har varit frilansande ledarskribent, krönikör och sedermera arbetat som klimatjournalist för Dagens ETC, Värmlands Folkblad och LO-ägda Arbetet och Nya Mitten. 2022–2024 var Croona redaktör för klimat- och miljösajten Supermiljöbloggen. Sedan 2024 är hon politisk redaktör på Dagens ETC.